# Oreské (Košice)
Oreské é um município da Eslováquia, situado no distrito de Michalovce, na região de Košice. Tem 11,13 km² de área e sua população em 2018 foi estimada em 473 habitantes.

## Demografia
| Ano:        | 1994 | 2004   | 2014   | 2024   |
| ----------- | ---- | ------ | ------ | ------ |
| Broj ljudi: | 525  | 495    | 481    | 474    |
| Razlika:    |      | -5,71% | -2,82% | -1,45% |

| Ano:               | 2023 | 2024   |
| ------------------ | ---- | ------ |
| Número de pessoas: | 480  | 474    |
| Diferença:         |      | -1,25% |